# 子猫になった少年
『子猫になった少年』（こねこになったしょうねん Rock-a-Doodle）は、1991年のアメリカ合衆国/イギリスのアニメーション映画。エドモン・ロスタンによる舞台劇『東天紅』に大まかに基づいている。ドン・ブルース監督。

## ストーリー
毎朝時をつげるニワトリのシャンテクレアは、その美声と優れた歌声で太陽を昇らせる者として農場の動物たちから人気を集めていた。ある日の夜明け前、シャンテクレアの前に別のニワトリが現れて彼を挑発し2人は闘うことになる。だが、ニワトリは悪の親玉 フクロウ公爵が差し向けた者で、闘いはシャンテクレアに時をつげさせないようにする罠だった。闘いには何とか勝ったシャンテクレアだったがフクロウ公爵の策略は成功し、彼の鳴き声無しで太陽が昇ってしまう。それによりシャンテクレアは自分無しでも朝が来ることを知って絶望し、他の動物たちは特別視していた彼の能力が見せかけだったと詐欺師呼ばわりした。動物たちに嫌われ農場に居られなくなったシャンテクレアは、1人寂しく街へと消えていった。ところがそれからは実際に太陽が昇ることがなく雨が降る日が続き、太陽が苦手だったフクロウ公爵一味が勢力を拡大していった。
そこまでシャンテクレアについての絵本を母のドリーに読み聞かせられていた幼い少年のエドモンドは、父のフランクが豪雨による洪水から家と家族を守るためエドモンドの兄スコットとマークたちと対策を講じているのを見て、自分も手伝いたいと言い出す。ドリーはまだ小さいエドモンドに対して寝ているように言い聞かせた後、手伝うためにフランクたちの元へ向かう。しかし予想以上の雨量に土嚢も流され、大量の雨水が家の方へと押し寄せてくる。家族に危険が迫るなか、エドモンドは絵本で読んだシャンテクレアに助けを求める。するとそこに雷が落ちフクロウ公爵が現れ、エドモンドがシャンテクレアを呼んだこと、そして絵本の挿絵の自分の高い片眼鏡を指で割られたことに怒った公爵は彼を魔法で子猫に変え、餌として連れ去ろうとする。それを阻止しようと犬のパトゥーが現れ公爵に噛みつき、その隙にエドモンドは光に弱いフクロウの公爵へ懐中電灯の光を当て追い払う。子猫にされたことに動揺するエドモンドだが、ネズミのピーパーズやカササギのスナイプスら農場の動物たちがやってきて、彼らがシャンテクレアを探して謝りたいと思っていることを知る。エドモンドは彼らからシャンテクレアがいる街まで連れて行って欲しいと頼まれるが、子猫の姿では無理だと弱気になる。そんな彼をピーパーズが焚きつけ、エドモンドはやる気を出して街に向かうことを決める。エドモンド、パトゥー、ピーパーズ、スナイプスは洪水により取り残された他の動物たちと別れ、おもちゃ箱に乗って街へと出発する。
そのころフクロウ公爵のアジトでは公爵が、自分たちフクロウの天敵シャンテクレアを呼び戻す計画を阻止するよう、甥で手下たちのリーダーであるハンチに命令していた。洪水のなかを進んでいたエドモンドたちにハンチらが襲いかかりフクロウにおもちゃ箱を奪われそうになるが、エドモンドが機転を利かしてハンチたちの手から逃れ下水菅の中へ流されていく。彼らを逃したハンチはフクロウ公爵からもう1回だけチャンスを与えられ、エドモンドたちを抹殺するため街に飛ぶ。下水道を抜け街に到着したエドモンド一行は、キングと名を変えてスターになりステージに立つシャンテクレアを発見する。彼に近づこうとするエドモンドたちだが、フクロウ公爵の息がかかったマネージャーのピンキーは歌姫のゴールディを脅し、シャンテクレアを誘惑して引き止めるよう指示する。

## キャスト
※括弧内は日本語吹替
アニメ部分
- 猫のエドモンド - 原語版声優：トビー・スコット・ギャンガー（大谷育江）
- シャンテクレア / キング - グレン・キャンベル（玄田哲章）
- パトゥー / ナレーション - フィル・ハリス（英語版）（屋良有作 / 中村正）
- スナイプス - エディ・ディーゼン（英語版）（堀内賢雄）
- ピーパーズ - サンディ・ダンカン（小宮和枝）
- フクロウ公爵 - クリストファー・プラマー（富田耕生）
- ハンチ - チャールズ・ネルソン・ライリー（英語版）（江原正士）
- ピンキー - ソレル・ブーク（英語版）（上田敏也）
- スチューイ - ウィル・ライアン（英語版）
- ゴールディ - エレン・グリーン（水谷優子）

実写部分
- 人間のエドモンド - トビー・スコット・ギャンガー（大谷育江）
- ドリー - ディー・ウォレス（一城みゆ希）
- フランク - スタン・アイヴァー（長島雄一）
- スコット - クリスチャン・ホフ（英語版）（星野充昭）
- マーク - ジェイソン・マリン（相沢正輝）

## スタッフ
- 監督 - ドン・ブルース、ゲイリー・ゴールドマン（英語版）、ダン・クエンスター（英語版）
- 脚本 - デヴィッド・N・ワイズ（英語版）
- 原案 - ドン・ブルース、ジョン・ポメロイ（英語版）、デヴィッド・J・スタインバーグ（英語版）、デヴィッド・N・ワイズ、T・J・クエンスター、ゲイリー・ゴールドマン
- 製作 - ドン・ブルース、ロバート・エンリエット、ゲイリー・ゴールドマン、ジョン・ポメロイ
- 製作総指揮 - サミュエル・ゴールドウィン・Jr、ジョン・クエステッド（英語版）、モリス・サリヴァン（英語版）
- 撮影監督 - ロバート・ペインター（英語版）
- プロダクションデザイナー - デヴィッド・ゴーツ
- 編集 - リサ・ドーニー、ジョー・ゴール、フィオナ・トレイラー
- 音楽 - ロバート・フォーク（英語版）
- 衣裳デザイン - メーヴ・パターソン

日本語版スタッフ
- 吹替プロデューサー - 三ツ井和子（パック・イン・ビデオ）
- 吹替演出 - 斉藤誠
- 吹替台本 - 新村一成
- 吹替調整 - 遠西勝三
- 吹替効果 - VOX
- 吹替制作担当 - 多部博之（コスモプロモーション）
- 日本語版制作 - コスモプロモーション

## サウンドトラック
『子猫になった少年』のサウンドトラックは『天国から来たわんちゃん』で作詞を担当した1人であるT・J・クエンスターが作詞・プロデュースし、ロバート・フォークが作曲、アイリッシュ・フィルム・オーケストラが演奏した。「We Hate the Sun」、「Tweedle Te Dee」、「The Owls' Picnic」のバックグラウンド・ヴォーカルは、多重録音したクエンスターの歌声が使われている。 「Sun Do Shine」、「Come Back to You」、「Rock-a-Doodle」、「Treasure Hunting Fever」、「Sink or Swim」、「Kiss 'n Coo」「Back to the Country」、「Tyin' Your Shoes」は、エルヴィス・プレスリーのコーラスで知られるザ・ジョーダネアーズによるバックグラウンド・ヴォーカルで構成されている。
1. "Sun Do Shine" - グレン・キャンベル
2. "We Hate the Sun" - クリストファー・プラマー
3. "Come Back to You" - グレン・キャンベル
4. "Rock-a-Doodle" - グレン・キャンベル
5. "Bouncers Theme Song" - ドン・ブルース・プレイヤーズ
6. "Tweedle Te Dee" - クリストファー・プラマー
7. "Treasure Hunting Fever" - グレン・キャンベル
8. "Sink or Swim" - エレン・グリーン
9. "Kiss 'n Coo" - グレン・キャンベル&エレン・グリーン
10. "Back to the Country" - グレン・キャンベル
11. "The Owls' Picnic" - クリストファー・プラマー
12. "Tyin' Your Shoes" - フィル・ハリス（英語版）
13. "Sun Do Shine" (Reprise) - グレン・キャンベル